# Koji Homma
Koji Homma (本間 幸司 Homma Koji?), född 27 april 1977 i Ibaraki prefektur, är en japansk fotbollsspelare.
Homma började sin karriär 1996 i Urawa Reds. 1999 flyttade han till Mito HollyHock. Han spelade 598 ligamatcher för klubben.